# 사랑한다면 이들처럼 (영화)
사랑한다면 이들처럼(The Hairdresser's Husband, Le Mari De La Coiffeuse)은 프랑스에서 제작된 빠트리스 르꽁트 감독의 1990년 드라마, 코미디 영화이다. 장 로슈포르 등이 주연으로 출연하였고 티에리 드 가네이 등이 제작에 참여하였다.

## 출연

### 주연
- 장 로슈포르
- 안나 갈리에나

### 조연
- 필립 클레베노
- 자크 매두

## 제작진
- 미술: 이반 머시온
- 의상: Cecile Magnan